# The Ironworkers' Noontime
The Ironworkers’ Noontime (Dansk: Støberiarbejdernes middagspause) er malet i 1880 af den amerikanske maler Thomas Pollock Anshutz (1851-1912).
Det er Anshutz’s mest kendte værk og forestiller en gruppe arbejdere, der holder pause i jernstøberiets gård. Den amerikanske kunsthistoriker Randall C. Griffen bemærkede følgende om maleriet: "Et af de første amerikanske malerier, der afbilder fabriksarbejdets trøstesløshed. Det fremstår som en klar anklage mod industrialiseringen. Dens brutale oprigtighed forskrækkede kritikerne, der så det som konfronterende - et isnende industrielt øjebliksbillede, som ikke var det mindste malerisk eller sublimt."